# Hadoblothrus aegeus
Espèce
Hadoblothrus aegeus est une espèce de pseudoscorpions de la famille des Syarinidae.

## Distribution
Cette espèce est endémique des Cyclades en Grèce. Elle se rencontre sur Santorin et Iraklia dans des grottes.

## Publication originale
- Beron, 1985 : On the cave fauna of the Greek islands of Santorin and Iraklia, with preliminary description of a new pseudoscorpion. Grottes Bulgares, vol. 3, p. 64-71.